# Puntigrus
Puntigrus – rodzaj słodkowodnych ryb z rodziny karpiowatych (Cyprinidae), obejmujący 5 gatunków wcześniej zaliczanych do rodzaju Puntius s.l., wyodrębnionych na podstawie unikalnego układu kolorów. Przez ich jasno ubarwione ciało przebiegają 4 czarne pionowe pręgi, pierwsza biegnie przez oko, druga przy podstawie płetwy brzusznej, trzecia na wysokości płetwy odbytowej, a czwarta na nasadzie ogona.

## Etymologia
Nazwa rodzaju nawiązuje do rodzaju Puntius oraz słowa tigrus, które utworzono na podobieństwo słowa tigris (tygrys) – jest to aluzja do pręgowanego ubarwienia.

## Występowanie
Azja Południowo-Wschodnia.

## Klasyfikacja
Gatunki zaliczane do tego rodzaju:
- Puntigrus anchisporus
- Puntigrus navjotsodhii
- Puntigrus partipentazona – brzanka kambodżańska[2]
- Puntigrus pulcher
- Puntigrus tetrazona – brzanka sumatrzańska[3]

Gatunkiem typowym jest Barbus partipentazona.